# Приходько, Геннадий Андреевич
Геннадий Андреевич Приходько (23 апреля 1919, Саратовка, Томская губерния — 4 ноября 1979, Шадринск, Курганская область) — советский военнослужащий. Участник Великой Отечественной войны. Герой Советского Союза (1944). Гвардии старший лейтенант. 

## Биография
Геннадий Андреевич Приходько родился 23 апреля 1919 года в крестьянской семье в деревне Саратовка Андреевской волости Каинского уезда Томской губернии, в то время территорию контролировало белогвардейское Российское государство. По мнению советской власти волость входила в состав Татарского уезда Акмолинской области. Ныне деревня входит в Андреевский сельсовет Баганского района Новосибирской области Российской Федерации. Украинец. Сын безземельных украинских крестьян, переехавших в Сибирь во время столыпинской аграрной реформы в начале XX века.
После окончания 7 классов неполной средней школы недолго работал в колхозе имени Ярославского. Затем окончил педагогический техникум в Славгороде, педагог. С 1935 года работал в райцентре Андреевка директором вечерней школы колхозной молодёжи, а в 1936 году был переведён на работу в отдел народного образования Андреевского райисполкома.
В ряды Рабоче-крестьянской Красной Армии Г. А. Приходько был призван Андреевским районным военкоматом Алтайского края в сентябре 1939 году. Срочную службу начал номером миномётного расчёта в 194-й мотострелковой дивизии Сибирского военного округа. Весной 1940 года дивизия была переброшена в Среднеазиатский военный округ и в мае переформирована в 194-ю горнострелковую дивизию. Геннадий Андреевич окончил полковую школу младших командиров. Службу продолжил командиром стрелкового отделения 405-го стрелкового полка.
В июле 1941 года 194-я горнострелковая дивизия была передислоцирована под Москву и включена в состав Резервного фронта. В начале октября 1941 года дивизия в составе 49-й армии была брошена на ликвидацию прорыва 2-й танковой группы вермахта. Боевое крещение младший сержант Г. А. Приходько принял в бою под Карачевым 4 октября 1941 года. Вместе со своим полком Геннадий Андреевич попал в окружение, из которого вышел во второй половине октябре 1941 года в районе Одоева. В ноябре 1941 года остатки прорвавшегося из окружения 405-го полка были включены в состав 258-й стрелковой дивизии 50-й армии Брянского фронта и заняли оборону на реке Упа на рубеже Кетри — Гремячево. Зимой 1941—1942 года сержант Приходько участвовал в Тульской оборонительной и Калужской наступательной операциях Битвы за Москву. За массовый героизм воинов, проявленный при обороне Тулы и в боях за Калугу, приказом НКО СССР № 1 от 5 января 1942 года 258-я стрелковая дивизия была преобразована в 12-ю гвардейскую, а 405-й стрелковый полк стал 29-м гвардейским. Гвардии сержант Г. А. Приходько, в боях продемонстрировавший умение командовать вверенным ему подразделением, после освобождения Калуги был направлен на курсы политсостава.
С 1942 года член ВКП(б), в 1952 году партия переименована в КПСС.
В октябре 1942 года Г. А. Приходько вернулся в свою дивизию, и был назначен на должность политрука стрелковой роты 3-го батальона 29-го гвардейского стрелкового полка 12-й гвардейской стрелковой дивизии. Однако в связи с упразднением института военных комиссаров в ноябре 1942 года Г. А. Приходько получил звание гвардии лейтенанта и был назначен комсоргом первичной комсомольской организации 3-го стрелкового батальона. Зимой 1943 года 12-я гвардейская стрелковая дивизия была передана из резерва Ставки Верховного Главнокомандования Брянскому фронту и в составе 61-й армии заняла позиции на северном фасе Курской дуги на правом берегу Оки северо-восточнее Болхова, которые удерживала до лета 1943 года. 12 июля 1943 года дивизия перешла в наступление на болховском направлении в ходе Орловской операции. В ходе наступления гвардии лейтенант Г. А. Приходько постоянно находился в боевых порядках своего батальона и личным примером вдохновлял бойцов на выполнение поставленных боевых задач. В бою за деревню Пальчикова Болховского района Орловской области 12 июля 1943 года Геннадий Андреевич заменил выбывшего из строя командира 7-й стрелковой роты. Под его командованием рота освободила населённый пункт и овладела безымянной высотой восточнее деревни. 14 июля 1943 года Г. А. Приходько был контужен, но остался в строю. После разгрома болховской группировки противника 61-я армия была выведена в резерв Ставки ВГК, а 7 сентября 1943 года передана Центральному фронту. Гвардии лейтенант Г. А. Приходько участвовал в Черниговско-Припятской операции. Особо отличился при форсировании реки Днепр и в боях за плацдарм на его правом берегу.
Пройдя с боями около 300 километров и освободив районы Сумской и Черниговской областей, войска 61-й армии к концу сентября 1943 года вышли к Днепру. В составе своего батальона гвардии лейтенант Г. А. Приходько участвовал в разгроме вражеских гарнизонов в сёлах Сибереж, Суличевка, Красковское и Коробки, освобождал посёлок Любеч. Противник начал стремительное отступление за Днепр, где имел мощную заранее подготовленную систему обороны — «Восточный вал». Оперативная обстановка требовала немедленного форсирования Днепра. 28 сентября командующий 12-й гвардейской дивизией поставил перед 29-м гвардейским стрелковым полком задачу осуществить переправу на подручных средствах и захватить плацдарм в районе села Глушец Лоевского района Гомельской области Белорусской ССР. Решение боевой задачи было возложено на 3-й стрелковый батальон гвардии капитана П. В. Конькова. С наступлением темноты 28 сентября 1943 года на мешках, набитых соломой, первой форсировала Днепр группа из 10 бойцов под командованием комсорга батальона гвардии лейтенанта Г. А. Приходько. На берегу их уже ждала немецкая засада. Сходу вступив в рукопашный бой, десантники опрокинули втрое превосходившее по численности охранение противника. В схватке Геннадий Андреевич лично уничтожил четырёх немецких солдат. Ворвавшись в прибрежную траншею, отряд Приходько, действуя гранатами и штыками, выбил оттуда немцев, уничтожив более 10 военнослужащих вермахта и два пулемёта с расчётами. Закрепившись на захваченном рубеже, гвардейцы Приходько обеспечил переправу других групп батальона. К утру 29 сентября 3-й стрелковый батальон в полном составе форсировал Днепр и только в течение первых суток боёв на плацдарме отразил 16 контратак численно превосходящих сил противника. Гвардии лейтенант Г. А. Приходько сражался не только оружием, но и словом: в короткие паузы между немецкими контратаками он успевал проводить партийно-политическую работу среди бойцов, поднимая их моральное состояние и боевой дух. Когда 1 октября на плацдарме возникла критическая ситуация, гвардии лейтенант Приходько по собственной инициативе пробрался в тыл противника и сигнальными ракетами давал целеуказания полковой артиллерии. Когда посланный на поимку советского сигнальщика немецкий отряд обнаружил его, Геннадий Андреевич гранатой уничтожил пятерых немецких солдат. Уходя от преследования, он захватил вражеский блиндаж, забаррикадировавшись в котором в течение восьми часов вёл бой с окружившими его немцами. Когда перешедший в контратаку батальон отбросил противника и вызволил комсорга Приходько, вокруг блиндажа насчитали 14 уничтоженных им солдат неприятеля.
Указом Президиума Верховного Совета СССР «О присвоении звания Героя Советского Союза генералам, офицерскому, сержантскому и рядовому составу Красной Армии» от 15 января 1944 года за «образцовое выполнение боевых заданий командования по форсированию реки Днепр и проявленные при этом отвагу и геройство» гвардии лейтенанту Приходько Геннадию Андреевичу было присвоено звание Героя Советского Союза с вручением ордена Ленина и медали «Золотая Звезда».
До конца октября 1943 года Г. А. Приходько участвовал в боях за расширение плацдарма. Затем его в числе других отличившихся воинов отозвали с фронта и направили на курсы усовершенствования политсостава. После их окончания Геннадий Андреевич продолжил службу в политотделе 61-й армии. Гвардии старший лейтенант Г. А. Приходько вёл большую военно-политическую, воспитательную и разъяснительную работу в войсках и среди населения освобождённых территорий. В качестве политработника принимал участие в Белорусской, Рижской, Варшавско-Познанской, Восточно-Померанской и Берлинской операциях. В одном из последних боёв на территории Германии Геннадий Андреевич был тяжело контужен. От последствий контузии он так и не оправился.
После продолжительного лечения в госпиталях старший лейтенант Г. А. Приходько был комиссован из армии по инвалидности. Жил и работал в городе Шадринске Курганской области. Был членом завкома одного из предприятий города.
Геннадий Андреевич Приходько скончался 4 ноября 1979 года. Похоронен на Васильевском кладбище города Шадринска Курганской области.

## Награды
- Герой Советского Союза, 15 января 1944 года[11][12][13][14]
  - Медаль «Золотая Звезда»
  - Орден Ленина
- медали:
  - Медаль «За отвагу», 22 июля  1943 года[15]
  - Медаль «За оборону Москвы»
  - Медаль «За победу над Германией в Великой Отечественной войне 1941—1945 гг.»
  - Юбилейная медаль «Двадцать лет победы в Великой Отечественной войне 1941—1945 гг.»
  - Юбилейная медаль «50 лет Вооружённых Сил СССР»

## Память
- Именем Героя Советского Союза Г. А. Приходько названы улицы в городе Шадринске Курганской области и селе Баган Новосибирской области.
- Имя Героя Советского Союза Г. А. Приходько носит МКОУ Андреевская общеобразовательная школа в селе Андреевка Баганского района Новосибирской области.
- Имя Героя Советского Союза Г. А. Приходько увековечено на Аллее Героев у Монумента Славы в городе Новосибирске.
- Мемориальная доска в честь Героя Советского Союза Г. А. Приходько установлена на доме, где проживал герой в городе Шадринске по адресу: ул. Михайловская, д. 62.

## Семья
- Жена — Зинаида Яковлевна Приходько, в годы войны служила цензором в спецвойсках. После войны работала в школе № 7 города Шадринска учителем русского языка и литературы. Имеет боевые награды[16].

## Документы
- Общедоступный электронный банк документов «Подвиг Народа в Великой Отечественной войне 1941—1945 гг.» Дата обращения: 3 апреля 2013. Архивировано из оригинала 13 марта 2012 года.

Представление к званию Героя Советского Союза. Дата обращения: 3 апреля 2013. Архивировано 10 апреля 2013 года.
Указ Президиума Верховного Совета СССР о присвоении звания Героя Советского Союза. Дата обращения: 3 апреля 2013. Архивировано 10 апреля 2013 года.
Медаль «За отвагу» (наградной лист и приказ о награждении). Дата обращения: 3 апреля 2013. Архивировано 10 апреля 2013 года.